# Morti nel 1125
| Questa pagina contiene informazioni ricavate automaticamente dalle voci biografiche con l'ausilio del template Bio e di un bot. L'aggiornamento è periodico e automatico e ricostruisce completamente la pagina. Se manca una persona in questa lista, sei pregato di non aggiungerla, ma accertati piuttosto che la sua voce biografica contenga il template Bio e che i dati anagrafici siano correttamente compilati. Se il template Bio manca, inseriscilo tu stesso o, in alternativa, metti l'avviso {{tmp\|Bio}} che ne segnala la mancanza. Se i dati riportati sono sbagliati, correggi direttamente la voce biografica; le modifiche saranno visibili in questa lista entro pochi giorni. Per chiarimenti vedi il progetto biografie. La lista contiene solo le 17 persone che sono citate nell'enciclopedia e per le quali è stato implementato correttamente il template Bio. Pagina aggiornata al 18 apr 2025. |

- 24 gennaio - Davide IV di Georgia, re georgiano (n. 1073)
- 12 aprile - Vladislao I di Boemia, sovrano boemo
- 19 maggio - Vladimir II di Kiev, sovrano (n. 1053)
- 23 maggio - Enrico V di Franconia, re (n. 1081)
- 26 giugno - Federico IV di Goseck, nobile tedesco (n. 1085)
- 27 agosto - Guido Grimoldi, vescovo cattolico italiano
- 14 settembre - Costanza di Francia
- 3 dicembre - Berengario II di Sulzbach, nobile tedesco
- 28 dicembre - Ponzio di Melgueil, abate e cardinale francese (n. 1075)
- 29 dicembre - Agnese I di Quedlinburg, badessa tedesca
- Guglielmo II di Borgogna, conte
- Ingold II di Svezia, re svedese
- Cosma Praghese, scrittore, presbitero e storico ceco (n. 1045)
- Ruggero I Sanseverino, nobile e religioso normanno (n. 1065)
- Sofia d'Ungheria, nobile ungherese
- Bosone I di Challant, nobile italiano
- Roberto di Mowbray, nobile normanno